# Inigo Jones

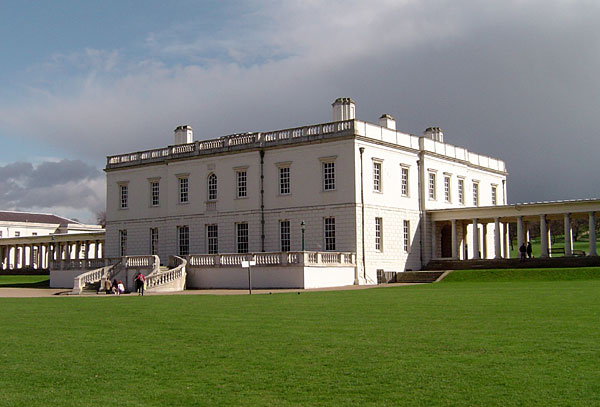
A Queen’s House Greenwichben

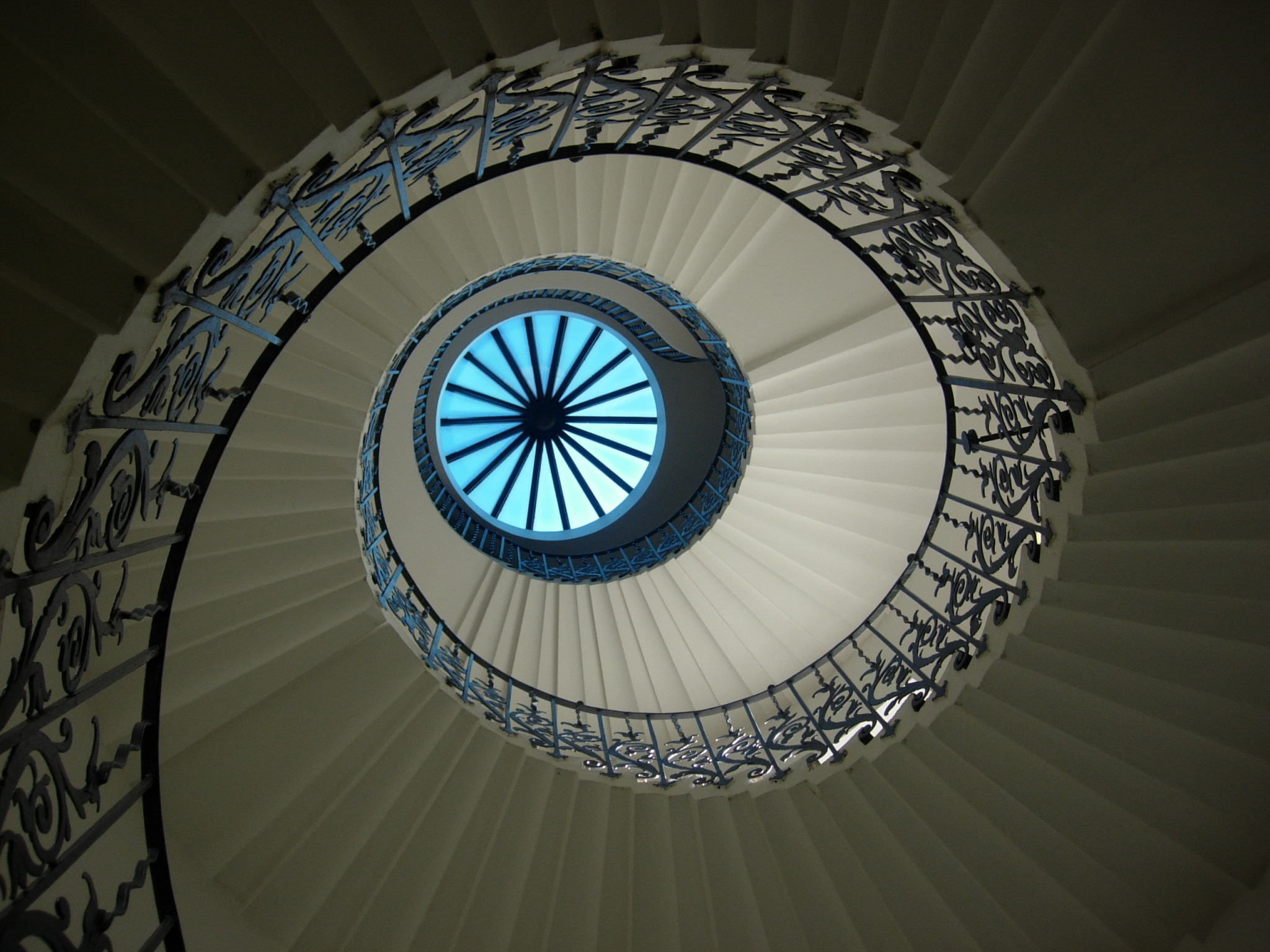
Csigalépcső a Queen’s House-ban

Inigo Jones (London, 1573. július 15. – London, 1652. június 21.) angol festő, rajzoló, díszlettervező, a neoklasszicista építészet első nagy angol mestere.

## Életrajza, munkái
Kevés információ létezik a gyermek- és fiatalkoráról. Az egyik forrás, amely alapján bepillantást nyerhetünk fiatal éveibe, tanítványának, John Webbnek egy könyve (The most notable Antiquity called Stone-Heng), amelyet Inigo Jones halála után adott ki. A forrás szerint Jones asztalosnak tanult (kb. 1588-1595), aztán pár évet Olaszországban töltött, majd Webb szerint rövid ideig IV. Keresztély dán király szolgálatában állt. Keresztély nővére, Anna (Dánia és Norvégia hercegnője) – I. Jakab angol király felesége - 1605-10 között számos színjáték díszletének elkészítésével bízta meg.
1642-ig díszlettervezőként és építészként dolgozott az angol királyi udvarnak. Egy további olaszországi tanulmányi út után (1613/1614) 1615-ben a Surveyor of the King's Works kinevezést kapta: az ő feladata lett minden, az udvart érintő építkezés felügyelete.
Tevékenysége során az angol építészet szakított a késő középkori hagyományokkal és megújult a palladianizmus szellemében. Első építészi munkáját, az Új Tőzsdét, Salisbury earljének készítette 1608 körül. 1635-ben Greenwichben elkészült a Queen’s House (egykori királyi kastély). Az épületet Jones eredetileg Annának tervezte 1616-ban, de a királyné nem sokkal ezután elhunyt (1619) és az építész a következő éveket a Banqueting House és a St. James Palace-ban a királynői kápolna (1623-27) építésével töltötte. Az 1630-as években I. Károly megbízta Jonest, hogy frissítse fel a Queen’s House terveit és fejezze be az építkezést – ezúttal az új királyné, Henrietta Mária részére (az épület napjainkban a Tengerészeti Múzeumnak ad otthont).
Nagy munkái közé tartozik a Szent Pál székesegyház helyreállítása (1632-1642). A rekonstrukció legnagyobb része elpusztult az 1666-os tűzvészben, csak az oszlopcsarnok maradt meg, de a Christopher Wren által megvalósított újjáépítés Jones terveinek hatását mutatja.
Ugyanebben az időben Bedford hercege megbízta egy elegáns lakónegyed létrehozásával: a római terek (piazza), valamint más olasz városok mintájára egy nagy nyilvános parkot hozott létre; a Covent Garden projekt városépítészeti szempontból Inigo Jones legjelentősebb munkája volt: tevékenységével befolyásolta a londoni terek és sorházak kialakulását.[forrás?]

## Fordítás
- Ez a szócikk részben vagy egészben  az   Inigo Jones című német Wikipédia-szócikk fordításán alapul.  Az eredeti cikk szerkesztőit annak laptörténete sorolja fel. Ez a jelzés csupán a megfogalmazás eredetét és a szerzői jogokat jelzi, nem szolgál a cikkben szereplő információk forrásmegjelöléseként.